# Lucio Vitellio il Giovane
Lucio Vitellio, il Giovane (Nuceria Alfaterna, 16 – Roma, 22 dicembre 69), è stato un politico romano.

## Vita
Lucio Vitellio il Giovane è un personaggio romano vissuto nel I secolo d.C.
Originario probabilmente della città di Nuceria Alfaterna, era il secondo figlio di Lucio Vitellio il Vecchio e Sextilia e fratello minore dell'imperatore Aulo Vitellio Germanico.
Fu per sei mesi console nel 48. La sua prima moglie, sposata nel 46 o nel 47, era una nobile romana Giunia Calvina discendente dell'imperatore Augusto, dalla quale divorziò prima del 49. La sua seconda moglie era una donna romana chiamata Triaria.
Lucio diventò vice-governatore e proconsole dell'Africa, tra il 61 e il 62. Dopo il breve regno di suo fratello, fu costretto a rinunciare al suo esercito poiché egli aveva governato a Terracina, dopo averla conquistata con le sue coorti verso la fine del regno di suo fratello. Fu impiccato insieme a suo fratello e a suo nipote per ordine di Vespasiano il 22 dicembre del 69.